# Klint (landform)
För blomman, se klintsläktet.

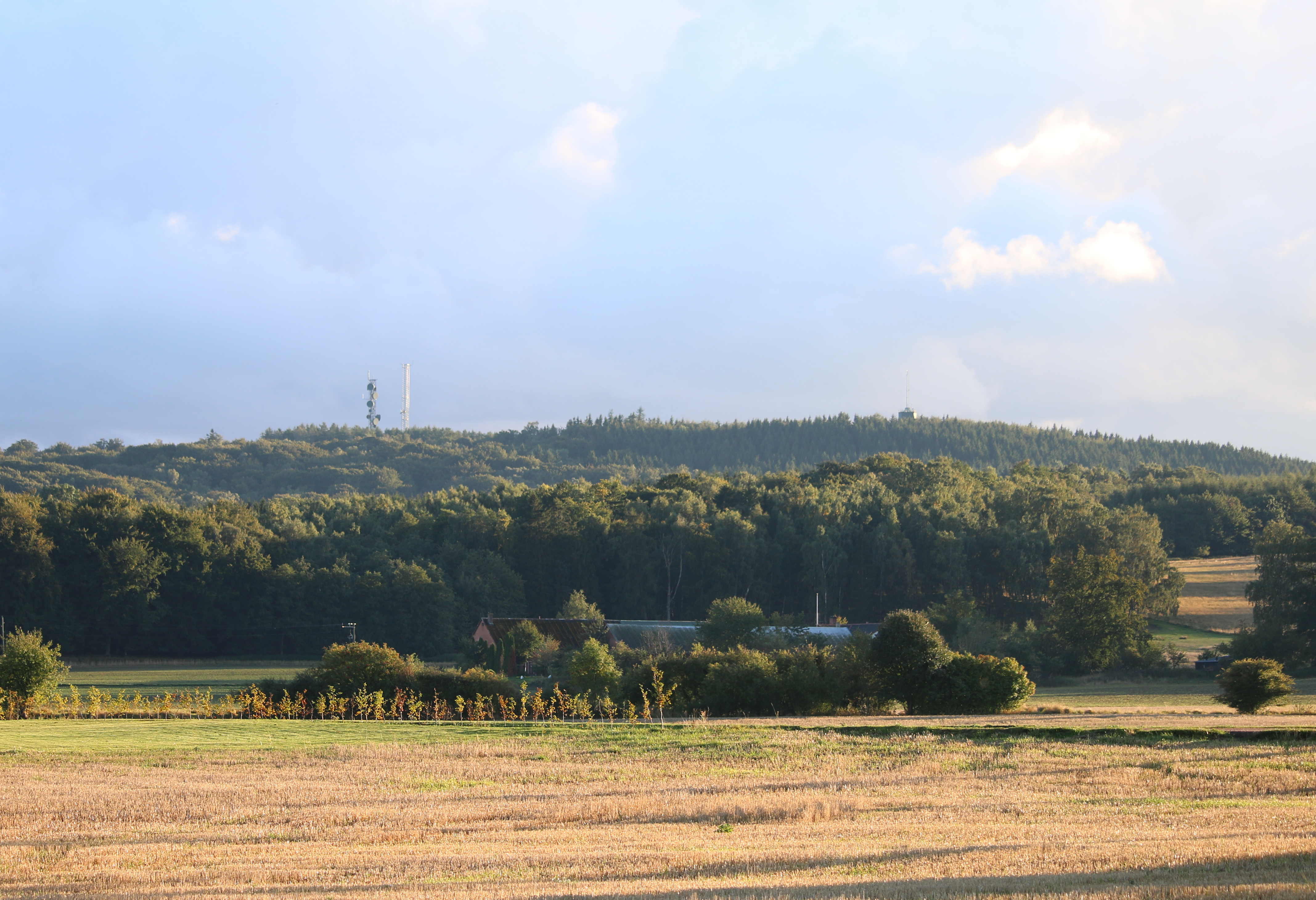
Romeleklint är en av Romeleåsens högsta punkter.

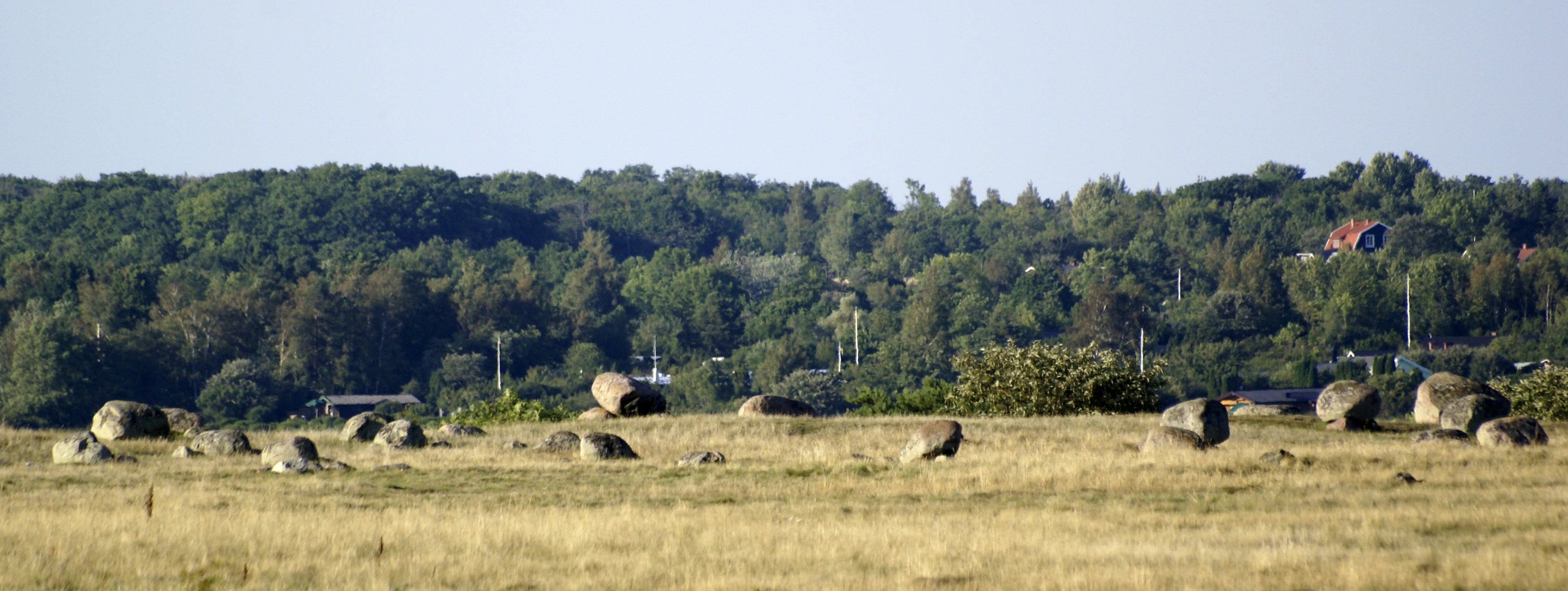
Ett gravfält vid Köpings klint, Borgholms kommun.

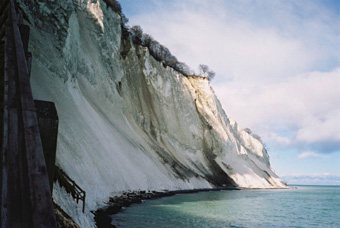
Møns klint.

Klint har två regionalt spridda betydelser i svenskan och i danskan. Den mest spridda betydelsen är 'berg med branta väggar'; denna betydelse förekommer i Götaland och Svealand, till exempel Romeleklint i Skåne och Ullavi klint i Närke. I de svensktalande delarna av Finland och på Gotland förekommer också ordet klint som benämning för berg, bland annat på Fasta Åland, som Orrdalsklint, ögruppens högsta berg. 
I delar av Dalarna (Älvdalen och trakterna kring Orsasjön och Siljan samt i Hälsingland) finns en assimilerad form klitt.
En annan assimilerad form av klint är klätt. De västnordiska formerna klett (Norge) och klettur (Island) har samma betydelse som det västsvenska klätt, som har västlig förekomst i Sverige och är vanligast i Värmland, till exempel Tossebergsklätten.
En något annorlunda, men närbesläktad, betydelse är 'fritt liggande bergvägg eller abrasionsbrant', vanligt förekommande runt Gotlands kust samt på Ölands kust mot Kalmarsund. Samma betydelse av ordet finns på några av Danmarks öar och på Jyllands östra kust. Med klint avses vanligen den platta ytan ovanför stupet och själva stupet kallas klintkant. 
Två klintar av denna typ är i Sverige Högklint på Gotland och Köpings klint på Öland. I de östra delarna av Danmark finns Stevns klint på Själland och Møns klint på Møn. Betydligt längre åt väster finns en klint på Ærø, Voderup klint, och på den jylländska sydostkusten finns Ørby klint på halvön Helgenæs, liksom Stensigmose klint på halvön Broager land. På den nordjylländska halvön Djursland finns Gjerring klint, Karlby klint och Sangstrup klint. 
Längst västerut i Danmark förekommer den assimilerade formen klit istället för klint. På ön Mors i den västra delen av Limfjorden finns klinten Hanklit.
En inlandsklint är på Gotland en klint som finns relativt långt från havet, exempelvis genom att landhöjning har flyttat strandkanten utåt. En välkänd sådan inlandsklint är Torsburgen.